# Dún Chaoin
Dún Chaoin (Engels: Dunquin) is een plaats in het Ierse graafschap Kerry. De plaats maakt deel uit van de Gaeltacht. Het is de meest westelijk gelegen nederzetting op het vasteland van Ierland.
Voor de kust van Dún Chaoin liggen de Blasket-eilanden. Vanaf het dorp is het hoofdeiland per boot in de zomer te bereiken. In het dorp bevindt zich een museum annex informatiecentrum over de eilanden.